# Lex lata
Lex lata est une locution latine qui signifie « la loi telle qu'elle existe » (par opposition à la lex ferenda qui concerne la loi future). Cette opposition « correspond, de fait, à la nécessaire distinction entre le droit en vigueur (qui oblige et confère des droits de façon actuelle) et celui qui ne l’est pas, même s’il serait très souhaitable qu’il le fût ».
On a remarqué qu'il ne s'agit pas d'une simple opposition entre deux expressions dont l'une est l'antithèse de l'autre, mais que la présence du gérondif latin dans l'expression lex ferenda ajoute l'idée exprimée par Michel Virally quand il écrit « même s’il serait très souhaitable qu’il le fût ».